# Sergio Llull
Sergio Llull Melià (* 15. November 1987 in Maó, Menorca) ist ein spanischer Basketballspieler in Diensten von Real Madrid. Llull ist ein sogenannter Combo Guard, der dank seiner Athletik, Schnelligkeit und Fähigkeit zu punkten nicht nur auf der Position des Point Guards, sondern auch der des Shooting Guards effektiv eingesetzt werden kann.

## Laufbahn

### Vereinskarriere
Der 1,92 Meter große Sergio Llull begann seine Laufbahn in seiner Heimatstadt, in der Jugend von CB La Salle Maó. Für Aufmerksamkeit sorgte er, als er am 6. November 2002 in einem Spiel gegen CB Jovent D'Alaior 71 Punkte erzielte und 19 Assists verteilte. Seine Mannschaft gewann das Spiel mit 115:107. 2003 wechselte er zu CB i Unió Manresana, der Jugendabteilung von Ricoh Manresa, und bestritt die erste Hälfte der Saison 2005/06 in der ersten Mannschaft von Finques Olesa in der Liga EBA, der vierten Spielklasse in Spanien. Am 18. Januar 2006 debütierte er in der Liga ACB für Ricoh Manresa. Nach dem Abstieg der Katalanen und einer Saison mit diesen in der LEB wechselte Llull schließlich im Mai 2007, mit nur 19 Jahren, zu Real Madrid. Mit der Mannschaft gewann er noch im selben Jahr die Meisterschaft.
Im NBA-Draft 2009 wurde Llull an 34. Stelle von den Denver Nuggets ausgewählt, seine Rechte jedoch für die Rekordsumme von 2,25 Mio. US-Dollar an die Houston Rockets abgegeben. Dies war die höchste Summe, die jemals für einen in der zweiten Draft-Runde aufgerufenen Spieler gezahlt wurde. Zum Wechsel nach Nordamerika kam es aber nicht.
In der Saison 2010/11 erreichte er mit seiner Mannschaft erstmals seit 15 Jahren wieder das Final Four der EuroLeague, für seine guten Leistungen wurde Llull zudem ins All-Euroleague Second Team gewählt. Im Februar 2012 gewann er mit Real Madrid durch ein 91:74 im Endspiel gegen den Erzrivalen FC Barcelona den spanischen Pokal, er selbst brachte es auf 23 Punkte und fünf Assists und wurde zum MVP des Bewerbs ernannt. Am Ende der Hauptrunde der spanischen Meisterschaft wählten ihn Fans, Spieler, Trainer und Medienvertreter als besten Point Guard ins All-Tournament Team der Liga ACB. Zu Beginn der Saison 2012/13 gelang ihm mit seiner Mannschaft der Gewinn des spanischen Supercups, zudem erreichte er mit Real Madrid das Endspiel der EuroLeague und beendete das Jahr mit dem Sieg in der Meisterschaft.
Seinen ersten Titel mit Real Madrid auf europäischer Ebene gewann Llull 2015, als man die EuroLeague gewann. Llull erzielte im Endspiel gegen Olympiakos Piräus zwölf Punkte. Im Folgespieljahr 2016/17 wurde er als bester Spieler des wichtigsten europäischen Vereinswettbewerbs ausgezeichnet, verpasste mit Real aber den Sprung unter die besten vier Mannschaften der EuroLeague. 2018 stand er mit Madrid in dem Wettbewerb wieder ganz oben, als man im Endspiel Fenerbahçe Istanbul schlug.
In der spanischen Liga ACB errang Llull mit Real Madrid in den 2010er Jahren fünf Meistertitel, weitere Erfolge gab es im Pokalwettbewerb sowie im Supercup. Den ersten spanischen Meistertitel der 2020er Jahre holte er mit seiner Mannschaft im Juni 2022. Im Mai 2023 erzielte Llull im Endspiel der EuroLeague gegen Olympiakos Piräus drei Sekunden vor Schluss den Siegtreffer und gewann zum dritten Mal den Wettbewerb.
Am 9. Januar 2024 bestritt Llull in der EuroLeague gegen den FC Bayern München seine 1047. Partie für Real Madrid und überholte in der ewigen Bestenliste des Vereins Felipe Reyes. Dafür wurde er am 11. Januar 2024 vor dem Heimspiel gegen den Valencia Basket Club geehrt. Reyes überreichte ihm ein Gedenktrikot mit der Zahl 1047. Llull gewann mit Real in der Spielzeit 2023/24 die spanische Meisterschaft, den Pokalwettbewerb sowie den Supercup. In der Saison 2024/25 wurde er wieder spanischer Meister, holte damit seinen 25. Titel in einen spanischen Wettbewerb und überbot mit diesem Wert die Bestmarke von Clifford Luyk und Rafael Rullán.

### Nationalmannschaft
Sergio Llull spielte schon als Jugendlicher für sein Land und konnte die U18-Europameisterschaft 2004 gewinnen. Am 18. August 2009 debütierte er bei einem Freundschaftsspiel gegen Kuba in der spanischen A-Nationalmannschaft. Bei der Europameisterschaft 2009 in Polen gewann er mit Spanien die Goldmedaille. Im folgenden Jahr nahm er mit der Nationalmannschaft an der Basketball-Weltmeisterschaft in der Türkei teil, die Iberer belegten den sechsten Rang. Bei der EM 2011 war er erneut Teil des spanischen Aufgebots und konnte der Mannschaft den Titel erfolgreich verteidigen. Llull bestritt mit Spanien die Olympischen Spiele 2012 in London, wo er mit seiner Mannschaft erst im Endspiel an den USA scheiterte.
Bei den Olympischen Spielen 2016 in Rio de Janeiro musste er sich im Halbfinale mit der spanischen Mannschaft geschlagen geben, wieder scheiterte man an den US-Amerikanern. Im Spiel um den dritten Platz bezwang Llull mit Spanien Australien und gewann Bronze. Bei der Weltmeisterschaft 2019 war Llull in einem nervenaufreibenden Halbfinalspiel (zwei Verlängerungen) gegen Australien mit 23 Punkten einer der Hauptverantwortlichen für Spaniens Einzug ins Endspiel, in dem dann Argentinien besiegt wurde und Spanien somit Weltmeister war.

## Erfolge und Auszeichnungen
Real Madrid
- EuroLeague (3): 2014/15, 2017/18, 2022/23
- Intercontinental Cup: 2015
- Spanische Meisterschaft (7): 2006/07, 2012/13, 2014/15, 2015/16, 2017/18, 2018/19, 2021/22, 2023/24, 2024/25
- Spanischer Pokal (6): 2011/12, 2013/14, 2014/15, 2015/16, 2016/17, 2019/20, 2023/24
- Spanischer Supercup (6): 2012, 2013, 2014, 2018, 2020, 2021, 2022, 2023

Nationalmannschaft
- Weltmeister 2019
- Olympische Spiele 2012: Silber
- Olympische Spiele 2016: Bronze
- Europameister: 2009, 2011 und 2015
- U20-Vizeeuropameister: 2007
- U18-Europameister: 2004

Auszeichnungen
- MVP der Liga ACB: 2016/17
- MVP der EuroLeague: 2016/17
- All-Euroleague First Team: 2016/17
- MVP des Intercontinental Cup: 2015
- MVP des Finales der Liga ACB: 2014/15, 2015/16
- MVP des Spanischen Supercups: 2014
- All-Tournament Team der Liga ACB: 2011/12, 2014/15, 2016/17
- MVP des Spanischen Pokals: 2011/12, 2016/17
- All-Euroleague Second Team: 2010/11